# Rau sói
Rau sói là tên gọi địa phương chỉ về một loại rong biển mọc tự nhiên cạnh các bãi san hô, dưới biển và là loài đặc hữu chỉ tồn tại ở vùng biển Bãi Rạng, huyện Núi Thành, tỉnh Quảng Nam (toàn tỉnh Quảng Nam chỉ duy nhất vùng này có) Loại rau này là đặc sản vùng đất Núi Thành.

## Đặc điểm
Tuy có tên gọi là rau như rau sói là một loại rong của biển mọc tự nhiên cạnh các bãi san hô, dưới biển thường xuất hiện dày đặc ở những bãi san hô. Mỗi năm rong chỉ mọc kéo dài từ cuối xuân đến đầu hè, hình hài của rau thì giống những loại san hô thường mọc dưới đáy biển sâu, trong suốt, có màu hồng nhẹ và rất mềm mại. Rau có hương vị đặc biệt, nó vị ngọt, dòn, mát, thanh, bổ tỳ vị, khi ăn nó có vị giòn, khi nhai nghe sừn sựt, và nghe vị mặn dìu dịu tỏa lan nơi đầu lưỡi, sau cùng là sự thanh mát nơi vòm cổ. Ngoài việc giải nhiệt, rau sói còn có khả năng chữa bệnh bướu cổ.

## Khai thác và sử dụng
Để có loại rau đặc biệt này, những người dân sống ở đây phải lặn xuống biển sâu mới hái được, vì vậy mà giá đắt hơn những loại rau khác. Một ưu thế của rau sói là có thể phơi khô. Ngư dân lặn hái, khai thác 2 kỳ/năm vào tháng 3 và tháng 6 âm lịch. Rau Sói được bán cho người dùng (50- 60.0000 đồng/ kg) sau khi được phơi khô.
Rau sói thường được dọn để ăn kèm với các loại hải sản như cá, mực hấp, nướng. Vị rau sói chính là sự khác biệt rất lớn khi thưởng thức đặc sản nơi đây. Trước khi ăn, cần mang rau ngâm nước ngọt, rửa sạch, thường phải tách bóc các chất tạp bám vào rau rồi rửa 4- 5 lần nước cho sạch. Rau Sói dùng để ăn sống - ăn riêng hoặc trộn chung với rau sống. Dân gian còn dùng rau sói để chữa bệnh bướu cổ